# Typha alekseevii
Typha alekseevii  là một loài thực vật có hoa trong họ Typhaceae. Loài này được Mavrodiev miêu tả khoa học đầu tiên năm 1999.